# 李平社
李平社（1955年—），山西省阳城县人，中华人民共和国政治人物。
1992年，担任山西省经济研究中心副主任；1995年7月任山西省农业综合开发局副局长。2000年5月，任山西省农业厅副厅长。2008年，担任忻州市委副书记，代市长、市长。